# 氐

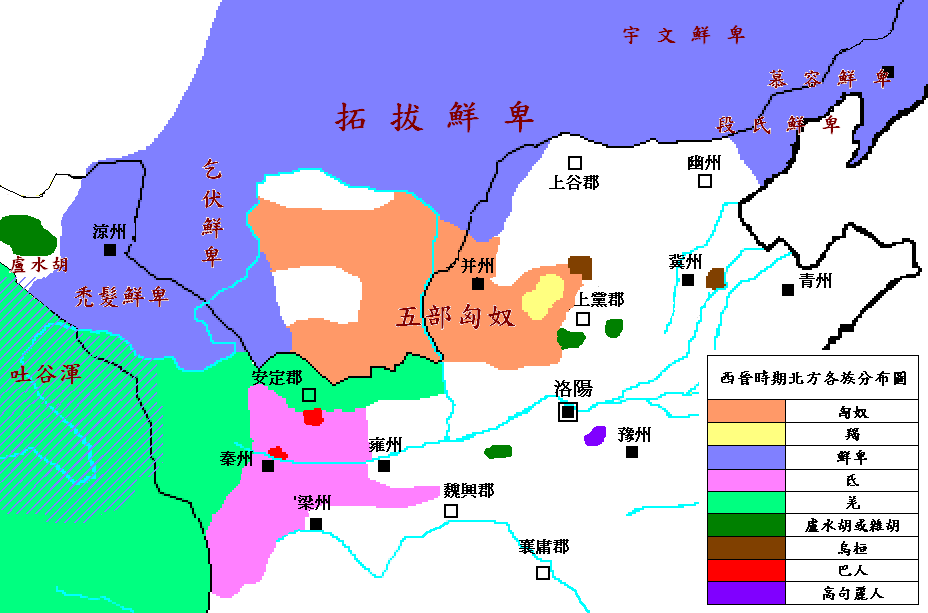
西晋時代の異民族の分布

氐（てい、拼音：Dī）は、かつて中国の青海湖（現在の青海省）周辺に存在した民族。チベット系というのが有力で、紀元前2世紀ごろから青海で遊牧生活を営んでいた。近くには同じく遊牧を生業とする羌族がいた。

## 歴史
自らを古の槃瓠の後裔と称し、春秋戦国時代より現在の陝西省から甘粛省南部にあたる地域に暮らし、自らの王を戴いていた。また巴国は氐に由る国で秦に滅ぼされた後、現在の陝西省から甘粛省南部一帯や武陵等へ移住したという言い伝えもある。
元鼎6年（前111年）、前漢の武帝によってその地に武都郡が置かれると、氐族は西の青海湖付近に追いやられ、山間部に暮らすようになったが、一方で中原に残って暮らす者もいた。
後漢の建安年間（196年 - 220年）、興国氐王の阿貴・白項氐王の千万にはそれぞれ1万あまりの部族がおり、建安16年（211年）に馬超に従い曹操に対して乱を起こした（潼関の戦い）。その後、阿貴は曹操の部将の夏侯淵に攻め滅ぼされ、千万自身は西南の益州へ亡命したが、その部族の大多数は去ることが出来ず、曹操に降伏した。217年に劉備が法正の進言で漢中に進撃すると曹操は一族の曹洪に命じて、陰平郡にいた氐の酋長の強端と盟約を結んで、蜀漢の将の呉蘭と雷銅を討ち取らせた。
五胡十六国時代（304年 - 439年）になると、氐族は成漢・前秦・後涼などの国を建てた。中でも前秦の苻堅は他の諸国を次々と傘下に入れて、一時華北を統一した。しかし天下統一を狙って興した南征軍が東晋に大敗し、それがもとで前秦は崩壊してゆき、394年に滅んだ。580年、最後の氐人国家であった仇池が楊堅によって滅ぼされてからは漢人と同化し、史書から姿を消した。
一部の氏族は六詔の傘下に入ったと考えられている。エーヤワディー平原（現在のミャンマー）へ南下し、1044年にパガン王朝を建国したという説がある（詳細はタイ族およびビルマ族の項を参照）。

## 習俗
氐の種族は一つではなく、青氐・白氐・蚺氐などに分かれており、彼らの氏族トーテムや、服の色などに基づいて部族名としていた。彼らの自称は“盍稚”（がいち）といい、それぞれ王侯がおり、中国から多くの封拝を受けた。
氐にはそれぞれ姓があり、中国の姓に似ていた。皆髪を編んでおり、衣服の色は青か絳（あか）である。織布ができ、農業もしながら、豚・牛・馬・驢・騾を畜養していた。

### 言語
彼らの言語は中国とは異なり、羌や雑胡と同じだが、多くの人々が中国語を理解しており、中国に雑居する者もいた。

### 結婚
婦人は嫁時に衽露を着る。衽露は中国の袍に似ているところがある。多くの点で羌と似ているので、おそらくは両族とも街、冀、豲道に在った西戎の子孫だと思われる。

## 主な人物

### 後漢末期
- 阿貴 - 後漢末期における興国の王。千万とともに馬超の反乱に加わった。馬超が曹操に敗北した後、夏侯淵に攻められ敗死。残った氐族は降伏し、扶風の美陽に移住したという（上記「歴史」の節も参照）。
- 千万 - 後漢末期における百頃（ひゃくけい）の王。阿貴とともに馬超の反乱に加わった。馬超が曹操に敗北したため、巴蜀に逃亡した。残った百頃氐族は降伏したという（上記「歴史」の節も参照）。孫に飛龍（楊飛龍（中国語版））。子孫が楊姓を名乗ったため、千万も遡って便宜上、楊千万と表記されることがある。
- 強端 - 後漢末期における陰平の氐族酋長。218年の劉備と曹操の漢中攻防戦で、曹操軍の曹洪とともに劉備軍と武都で戦い、劉備の部将呉蘭の首を取って曹洪に送った。235年、魏の司馬懿に従った。

## 参考資料
- 『三国志』（烏丸鮮卑等伝 裴注『魏略』西戎伝）
- 『晋書』（載記第十二 苻洪苻健苻生）